# Ray Bradbury
Ray Bradbury (født 22. august 1920 i Waukegan, Illinois, død 5. juni 2012) var en amerikansk science-fiction-forfatter. Bradburys mor, Ester Maria Moberg, var fra Dalarna i Sverige. Som barn flyttede han flere gange, og har siden 1934 boet i Los Angeles.
Hans bedst kendte værk, romanen Fahrenheit 451 blev filmatiseret af Francois Truffaut i 1966, og titlen inspirerede Michael Moore til titlen på sin film Fahrenheit 9/11.
Bradbury har skrevet mange romaner og noveller som foregår på Mars. Han har skrevet filmmanuskripter til blandt andre Moby Dick af John Huston (1956) og King of Kings af Nicholas Ray (1961), samt faglitterære artikler om kunst og kultur.
Småplaneten "(9766) Bradbury" er opkaldt efter ham, og månekrateret Dandelion Crater er opkaldt efter hans roman Dandelion Wine.
Bradbury har fået en stjerne på Hollywood Walk of Fame.

### Romaner
- Fahrenheit 451 (1953)
- Dandelion Wine (Mælkebøttevin) (1953)
- Something Wicked This Way Comes (1962)
- The Halloween Tree (1972)
- Death Is a Lonely Business (1985)
- A Graveyard for Lunatics (1990)
- Green Shadows, White Whale (1992)
- Ahmed and the Oblivion Machines (1998)
- From the Dust Returned (2001)
- Let's All Kill Constance (2003)
- It Came From Outer Space (2003)

### Novellesamlinger
- Dark Carnival (1947)
- The Martian Chronicles (Krøniker fra Mars) (1950)
- The Illustrated Man (Den illustrerede mand) (1951)
- The Golden Apples of the Sun (Solens gyldne æbler) (1953)
- The October Country (Oktoberleg) (1955)
- A Medicine for Melancholy (1959)
- R is for Rocket (R som i raket) (1960)
- I Sing The Body Electric! (Jeg synger kroppen elektrisk!) (1969)
- The Toynbee Convector (1988)
- Driving Blind (1998)
- One More for the Road (2002)
- Bradbury Stories (2003)